# Obolidae
Los obólidos (Obolidae) son una familia extinta de braquiópodos que vivieron durante los períodos Cámbrico y Silúrico en Europa y Norteamérica. La familia estaba compuesta por 51 géneros Poseían todas las características de los lingulatos. El lofóforo permanece enrollado en el interior de las valvas, que se abren o cierran a voluntad gracias a músculos abductores (que abren) y aductores (que cierran). También poseen una cavidad celómica llena de celomocitos, que contienen hemeritrina, por el cual es que transportan oxígeno. El género Lingula es el representante más antiguo vivo de la familia Obolidae, junto al antiguo género Lingulella. Esta familia estaba muy emparentada con la superfamilia Discinoidea.